# Dos ladrones y medio
Dos ladrones y medio (Chino tradicional; 寶貝計劃; Chino simplificado: 宝贝计划, Rob-B-Hood) es una película de comedia de acción de 2006 dirigida por Benny Chan y protagonizada por Jackie Chan, Louis Koo, Michael Hui, Charlene Choi, Gao Yuanyuan y Yuen Biao. La película fue filmada en locaciones de Sai Kung, Sha Tin y Tai Po. Dos ladrones y medio recibió reseñas generalmente positivas de parte de la crítica especializada. Jay Weissberg de la revista Variety describió la cinta como "una graciosa película basada en el carisma de Jackie Chan animada con las suficientes secuencias de acción". También fueron alabadas las coreografías y las actuaciones de Chan y Louis Koo.

## Sinopsis
La cinta cuenta la historia de un secuestro que salió mal en Hong Kong; un trío de ladrones formado por Thongs (Chan), Octopus (Koo) y Landlord (Hui) accidentalmente secuestran a un bebé de una familia adinerada de una madre rica divorciada,en nombre de las tríadas. Con Landlord arrestado, Thongs y Octopus cuidan del bebé por un corto tiempo, desarrollando fuertes lazos con él. Renuentes a entregar al bebé, los dos se ven obligados a protegerlo de las tríadas que los contrataron en primer lugar.

## Reparto
- Jackie Chan (成龍) como Thongs.
- Louis Koo (古天樂) como Octopus.
- Michael Hui (許冠文) como Landlord.
- Yuen Biao (元彪) como Steve Mok.
- Teresa Carpio como Landlady.
- Gao Yuanyuan (高圓圓) como Melody.
- Terence Yin (尹子維) como Max.
- Chen Baoguo (陳寶國) como el jefe de las tríadas.